# 24 ur Le Mansa 1986
24 ur Le Mansa 1986 je bila štiriinpetdeseta vzdržljivostna dirka 24 ur Le Mansa. Potekala je 31. maja in 1. junija 1986.

## Rezultati

### Uvrščeni
| Poz | Razred | Št  | Moštvo                          | Dirkači                                             | Šasija              | Motor                     | Krogi |
| --- | ------ | --- | ------------------------------- | --------------------------------------------------- | ------------------- | ------------------------- | ----- |
| 1   | C1     | 1   | Rothmans Porsche                | Derek Bell Hans Joachim Stuck Al Holbert            | Porsche 962C        | Porsche 2.6L Turbo Flat-6 | 367   |
| 2   | C1     | 17  | Brun Motorsport                 | Oscar Larrauri Jésus Pareja Joël Gouhier            | Porsche 962C        | Porsche 2.6L Turbo Flat-6 | 359   |
| 3   | C1     | 8   | Joest Racing                    | George Follmer John Morton Kenper Miller            | Porsche 956         | Porsche 2.6L Turbo Flat-6 | 354   |
| 4   | C1     | 33  | Danone Porsche Espana           | Emilio de Villota Fermín Velez George Fouché        | Porsche 956         | Porsche 2.6L Turbo Flat-6 | 348   |
| 5   | C1     | 9   | Obermaier Racing                | Jürgen Lässig Fulvio Ballabio Dudley Wood           | Porsche 956         | Porsche 2.6L Turbo Flat-6 | 344   |
| 6   | C1     | 63  | Ernst Schuster                  | Siegfried Brunn Ernst Schuster Rüdi Seher           | Porsche 936C        | Porsche 2.8L Turbo Flat-6 | 343   |
| 7   | GTX    | 180 | Porsche AG                      | René Metge Claude Ballot-Léna                       | Porsche 961         | Porsche 2.8L Turbo Flat-6 | 320   |
| 8   | C2     | 75  | ADA Engineering                 | Ian Harrower Evan Clements Tom Dodd-Noble           | Gebhardt JC843      | Ford Cosworth DFL 3.3L V8 | 317   |
| 9   | C1     | 14  | Liqui Moly Richard Lloyd Racing | Mauro Baldi Price Cobb Rob Dyson                    | Porsche 956         | Porsche 2.6L Turbo Flat-6 | 317   |
| 10  | C1     | 55  | John Fitzpatrick Racing         | Philippe Alliot Paco Romero Michel Trollé           | Porsche 962C        | Porsche 2.6L Turbo Flat-6 | 311   |
| 11  | C2     | 90  | Jens Winther Team Castrol       | Jens Winther David Mercer Lars Viggo Jensen         | URD C83             | BMW 3.5L I6               | 309   |
| 12  | C2     | 100 | WM Secateva                     | Claude Haldi Roger Dorchy Pascal Pessiot            | WM P85              | Peugeot 2.7L Turbo V6     | 300   |
| 13  | C1     | 47  | Graff Racing                    | Jean-Philippe Grand Jacques Goudchaux Marc Menant   | Rondeau M482        | Ford Cosworth DFL 3.3L V8 | 297   |
| 14  | GTP    | 21  | Richard Cleare Racing           | Richard Cleare Lionel Robert Jack Newsum            | March 85G           | Porsche 2.8L Turbo Flat-6 | 297   |
| 15  | C2     | 78  | Ecurie Ecosse                   | Les Delano John Hotchkiss Andy Petery               | Ecosse C285         | Ford Cosworth DFL 3.3L V8 | 292   |
| 16  | C1     | 32  | Nissan Motorsport               | James Weaver Masahiro Hasemi Takao Wada             | Nissan (March) R85V | Nissan 3.0L Turbo V6      | 284   |
| 17  | C2     | 102 | Rossiaud-Del Bello Racing       | Noël del Bello Lucien Rossiaud Bruno Sotty          | Rondeau M379        | Ford Cosworth DFV 3.0L V8 | 277   |
| 18  | C1     | 13  | Primagaz Team Cougar            | Yves Courage Alain de Cadenet Pierre-Henri Raphanel | Cougar C12          | Porsche 2.6L Turbo Flat-6 | 276   |
| 19  | C2     | 70  | Spice Engineering               | Gordon Spice Ray Bellm Jean-Michel Martin           | Spice SE86C         | Ford Cosworth DFL 3.3L V8 | 257   |

### Neuvrščeni
Niso prevozili 70 % razdalje zmagovalca (257 krogov)
| Poz | Razred | Št  | Moštvo                              | Dirkači                                             | Šasija        | Motor                     | Krogi |
| --- | ------ | --- | ----------------------------------- | --------------------------------------------------- | ------------- | ------------------------- | ----- |
| 20  | C1     | 38  | Dome Co. Ltd.                       | Eje Elgh Beppe Gabbiani Toshio Suzuki               | Dome 86C      | Toyota 2.1L Turbo I4      | 295   |
| 21  | B      | 111 | MK Motorsport                       | Michael Krankenberg Pascal Witmeur Jean-Paul Libert | BMW M1        | BMW 3.5L I6               | 264   |
| 22  | C2     | 72  | John Bartlett Racing Goodmans Sound | Robin Donovan Richard Jones Nick Adams              | Bardon DB1    | Ford Cosworth DFL 3.3L V8 | 210   |
| 23  | C2     | 95  | Roland Bassaler                     | Roland Bassaler Dominique Lacaud Yvon Tapy          | Sauber SHS C6 | BMW 3.5L I6               | 200   |

### Odstopi
| Poz | Razred | Št  | Moštvo                       | Dirkači                                             | Šasija              | Motor                           | Krogi |
| --- | ------ | --- | ---------------------------- | --------------------------------------------------- | ------------------- | ------------------------------- | ----- |
| 24  | C1     | 51  | Silk Cut Jaguar              | Derek Warwick Eddie Cheever Jean-Louis Schlesser    | Jaguar XJR-6        | Jaguar 6.0L V12                 | 239   |
| 25  | C1     | 7   | Joest Racing                 | Klaus Ludwig Paolo Barilla "John Winter"            | Porsche 956         | Porsche 2.6L Turbo Flat-6       | 196   |
| 26  | C2     | 79  | Ecurie Ecosse                | David Leslie Ray Mallock Mike Wilds                 | Ecosse C286         | Austin-Rover 3.0L V6            | 181   |
| 27  | C1     | 2   | Rothmans Porsche             | Jochen Mass Bob Wollek Vern Schuppan                | Porsche 962C        | Porsche 2.6L Turbo Flat-6       | 180   |
| 28  | C1     | 10  | Porsche Kremer Racing        | Jo Gartner Sarel van der Merwe Kunimitsu Takahashi  | Porsche 962C        | Porsche 2.6L Turbo Flat-6       | 169   |
| 29  | C1     | 66  | Cosmik Racing Promotions     | Costas Los Raymond Touroul Neil Crang               | March 84G           | Porsche 2.6L Turbo Flat-6       | 169   |
| 30  | C1     | 12  | Porsche Kremer Racing        | Pierre Yver Hubert Striebig Max Cohen-Olivar        | Porsche 956         | Porsche 2.6L Turbo Flat-6       | 160   |
| 31  | C1     | 53  | Silk Cut Jaguar              | Gianfranco Brancatelli Win Percy Hurley Haywood     | Jaguar XJR-6        | Jaguar 6.0L V12                 | 154   |
| 32  | GTP    | 170 | Mazdaspeed Co. Ltd.          | Pierre Dieudonné Dave Kennedy Mark Galvin           | Mazda 757           | Mazda 13G 2.0L 3-Rotor          | 137   |
| 33  | C1     | 41  | WM Secateva                  | Jean-Daniel Raulet Michel Pignard François Migault  | WM P85              | Peugeot 2.6L Turbo V6           | 132   |
| 34  | C2     | 99  | Roy Baker Racing Tiga        | Nick Nicholson John Sheldon Thorkild Thyrring       | Tiga GC286          | Ford Cosworth BDT 1.7L Turbo I4 | 125   |
| 35  | C1     | 45  | Vetir Racing                 | Patrick Oudet Jean-Claude Justice                   | Rondeau M382        | Ford Cosworth DFL 3.3L V8       | 110   |
| 36  | C1     | 36  | Tom's Co. Ltd.               | Satoru Nakajima Geoff Lees Masanori Sekiya          | Dome 86C            | Toyota 2.1L Turbo I4            | 105   |
| 37  | C2     | 97  | Ray Baker Racing Tiga        | Tom Frank Val Musetti Mike Allison                  | Tiga GC285          | Ford Cosworth BDT 1.7L Turbo I4 | 95    |
| 38  | C1     | 19  | Brun Motorsport              | Thierry Boutsen Didier Theys Alain Ferté            | Porsche 956         | Porsche 2.6L Turbo Flat-6       | 89    |
| 39  | C1     | 62  | Kouros Racing Team           | Henri Pescarolo Christian Danner Dieter Quester     | Sauber C8           | Mercedes-Benz 5.0L Turbo V8     | 86    |
| 40  | C1     | 18  | Brun Motorsport              | Walter Brun Massimo Sigala Frank Jelinski           | Porsche 962C        | Porsche 2.6L Turbo Flat-6       | 75    |
| 41  | C2     | 83  | Luigi Taverna Technoracing   | Luigi Taverna Toni Palma Marco Vanoli               | Alba AR3            | Ford Cosworth DFL 3.3L V8       | 74    |
| 42  | C2     | 74  | Gebhardt Motorsport          | Stanley Dickens Pierre de Thoisy Jean-François Yvon | Gebhardt JC853      | Ford Cosworth DFL 3.3L V8       | 68    |
| 43  | C1     | 23  | Nissan Motorsport            | Kazuyoshi Hoshino Keiji Matsumoto Aguri Suzuki      | Nissan (March) R86V | Nissan 3.0L Turbo V6            | 64    |
| 44  | C1     | 61  | Kouros Racing Team           | John Nielsen Mike Thackwell                         | Sauber C8           | Mercedes-Benz 5.0L Turbo V8     | 61    |
| 45  | C1     | 52  | Silk Cut Jaguar              | Brian Redman Hans Heyer Hurley Haywood              | Jaguar XJR-6        | Jaguar 6.0L V12                 | 53    |
| 46  | C1     | 3   | Rothmans Porsche             | Vern Schuppan Drake Olson                           | Porsche 962C        | Porsche 2.6L Turbo Flat-6       | 41    |
| 47  | C2     | 92  | Automobiles Louis Descartes  | Louis Descartes Jacques Heuclin                     | ALD 02              | BMW 3.5L I6                     | 41    |
| 48  | C2     | 98  | Roy Baker Racing Tiga        | David Andrews Mike Hall Duncan Bain                 | Tiga GC286          | Ford Cosworth BDT 1.7L Turbo I4 | 1     |
| 49  | C2     | 89  | Lucky Strike Schanche Racing | Martin Birrane Torgye Kleppe Martin Schanche        | Argo JM19           | Zakspeed 1.8L Turbo I4          | 1     |

### Statistika
- Najboljši štartni položaj - #2 Rothmans Porsche - 3:15.990
- Najhitrejši krog - #7 Joest Racing - 3:23.300
- Razdalja - 4972.731 km
- Povprečna hitrost - 207.197 km/h